# Sam Fogarino
Samuel Joseph Fogarino (Philadelphia, Pennsylvania, 9 de agosto de 1968) é o baterista da banda Interpol.

## Biografia e carreira
Sam começou a tocar bateria aos 13 anos. No início da década de 1990, ele se mudou para a Flórida para tocar com a banda The Holy Terrors. Em 1996 ele se mudou para Nova Iorque. Em 2000, Sam juntou-se ao Interpol após a saída de Greg Drudy. 
Em 1996, Fogarino deixou o sul da Flórida para passar para Gainesville (tocava em uma banda chamada Gus, substituindo Jason Lederman) e, finalmente, estabeleceu-se em Nova York em 1997. Ele conheceu o guitarrista Daniel Kessler em 1998, quando ele estava vendendo vinil no Beacon's Closet, uma loja de roupas no Brooklyn. Com mais de 10 anos de experiência tocando, ele se juntou a Interpol em 2000, após o baterista original Greg Drudy deixar a banda. Fogarino fez o primeiro show de Interpol em 20 de Maio de 2000, na Mercury Lounge.
Fogarino é considerado o estadista mais velho do grupo, e é geralmente considerado o membro mais amigável e acessível. Ele também é muito orgulhoso de seus talentos como um chef, com sua especialidade é macarrão. Ele vive em Atenas, GA.
Bobby Schayer anteriormente do Bad Religion trabalhou como técnico de bateria para Sam Fogarino 2001-2011.
No início de 2006, Fogarino juntou-se com o ex-frontman do Swervedriver, Adam Franklin para formar uma banda de projeto paralelo chamado o Setting Suns. Desde então, a dupla mudou seu nome para Magnetic Morning e lançou um EP de seis faixas no iTunes.
Em maio de 2010, Fogarino compôs uma trilha sonora que acompanha a Athens, GA Canopy Studio, "Fractured Fairy Tales" é uma área pára espetáculos de dança.
Em 2 de Abril de 2013, Fogarino lançou seu projeto intitulado "EmptyMansions snakes/vulture/sulfate" pela Riot House Records. Alistou-se Brandon Curtis (The Secret Machines, Interpol) para produzir o disco, e Duane Denison (The Jesus Lizard, Tomahawk) para tocar guitarra.

## Vida pessoal
Fogarino foi casado duas vezes. Ele e primeira esposa Cindy Wheeler (das bandas Pee Shy e as Caulfield Sisters ) se divorciaram em 2003. Ele se casou com sua segunda esposa, fotógrafa Christy Bush, em 14 de fevereiro de 2006. O casal tem uma filha, Francesca, nascida em agosto de 2009. Sam atualmente mora em Nova Jersey.
Formado no The Art Institute of Fort Lauderdale 1989, com um grau de Associado em Ciência no mundo da música e de vídeo.